# Aleksandrów Kujawski
Aleksandrów Kujawski (in tedesco dal 1939 al 1943 Alexandrow (Weichsel), dal 1943 al 1945 Weichselstädt) è una città polacca del distretto di Aleksandrów Kujawski nel voivodato della Cuiavia-Pomerania.
Ricopre una superficie di 7,23 km² e nel 2007 contava 12 347 abitanti.